# قطار ابدی
قطار ابدی یک مجموعهٔ تلویزیونی کمدی است که در سال ۷۸–۷۹ از شبکه سوم سیمای جمهوری اسلامی ایران پخش می‌شد. بیژن بیرنگ و مهران رسام تهیه‌کننده‌های آن و بهروز بقایی و رضا عطاران، کارگردان‌های اصلی آن بودند. از بازیگران این مجموعه تلویزیونی می‌توان به نعمت‌الله گرجی، حمیده خیرآبادی، مهرانه مهین‌ترابی، فرهاد آئیش، محمدرضا حقگو، حمید لولایی، مجید صالحی، شقایق دهقان، یوسف تیموری، رضا عطاران و فرهاد بشارتی اشاره کرد.
در هر قسمت از این مجموعه، در قالب آیتم‌های یکسان، علاوه بر دنبال کردن ماجراهای خانواده‌ای معمولی و چهارنفره (به کارگردانی بهروز بقایی) شوخی‌هایی با داستان‌هایی مثل تیمارستان، حسن کچل، شهرزاد قصه‌گو، نرون و رابین هود (به کارگردانی رضا عطاران) اجرا می‌شد.

## بازیگران
| بازیگر            | نقش                                    |
| ----------------- | -------------------------------------- |
| فرهاد آییش        | منوچهر، پدر خانواده معمولی             |
| مهرانه مهین ترابی | ناهید، مادر خانواده معمولی             |
| شیوا بلوریان      | مینا، دختر خانواده معمولی              |
| نیما فلاح         | نیما، پسر خانواده معمولی               |
| کامران ملک مطیعی  | دایی بیوک، برادر ناهید                 |
| حمید لولایی       | نرون، وزیر پادشاه، بیمار روانی         |
| مجید صالحی        | رابین هود، حسن کچل، بیمار روانی        |
| شقایق دهقان       |                                        |
| یوسف تیموری       | همزاد حسن کچل، پسر پادشاه، بیمار روانی |
| نعمت‌الله گرجی     | پادشاه                                 |
| حمیده خیرآبادی    | ننه حسن کچل                            |
| سوسن مقصودلو      | ننه شهرزاد قصه گو                      |
| محمدرضا حقگو      | دکتر جاوید جاویدی، سنکا                |
| رضا عطاران        | بیمار روانی                            |
| خسرو احمدی        | وزیر                                   |
| خشایار راد        | راوی                                   |
| فرهاد بشارتی      | جان کوچیکه                             |
| سحر زکریا         | ماریان                                 |
| بهروز بقایی       | راوی، متفرقه                           |
| افشین سنگ چاپ     | بیمار روانی                            |
| مهران ضیغمی       | پسر رابین هود                          |
| دنا رسام          | دختر رابین هود                         |